# Немировский, Евгений Львович
Евге́ний Льво́вич Немиро́вский (21 апреля 1925, Зиновьевск, Одесская губерния, СССР — 2 июля 2020, Москва, Россия) — советский и российский учёный-книговед; доктор исторических наук (1972), профессор (1979); член-корреспондент РАЕН (1991), член АН Республики Черногория (1996). Главный научный сотрудник Российской книжной палаты.
Автор многочисленных трудов по истории русского и европейского книгопечатания. Выдающийся представитель современного скориноведения.

## Биография
В 1950 году окончил Московский полиграфический институт, после чего стал работать во Всесоюзном НИИ полиграфического машиностроения (Москва). В 1962 году защитил кандидатскую диссертацию «Источниковедение и историография русского первопечатания». в 1969 году — докторскую диссертацию «Начало славянского книгопечатания: опыт критического пересмотра вопроса в связи с историей польского Возрождения» (работа повторно защищена в ИСБ АН СССР в 1971 году).
С 1973 — заведующий Отделом редких книг в Государственной библиотеке СССР им. Ленина.
С 1982 — главный научный сотрудник Российской книжной палаты.

## Научная деятельность
Разработал классификацию полиграфических способов воспроизведения текстов и иллюстраций (1956), основы универсальной бинарной классификации (1971).
По инициативе Немировского и под его редакцией была начата работа над «Сводным каталогом и описанием старопечатных изданий кирилловского и глаголического шрифтов». Описаны все сохранившиеся экземпляры изданий Ш. Фиоля (1979), черногорской типографии Д. Црноевича и Макария (1989), Ф. Скорины (1988) и др.
Автор трудов по истории славянского книгопечатания кирилловским шрифтом (монографии о Ш. Фиоле, Макарии, Ф. Скорине, И. Фёдорове, А. М. Радишевском), по общей теории книговедения, истории книгопечатания («Мир книги», 1986, «Иоганн Гутенберг», 1989 и др.). Допускал реальность существования русского первопечатника X века Ивана Смеры.
Редактор сборников «Фёдоровские чтения» (1976—1987), коллективной монографии «История книги в СССР» (1983—1986, совместно с В. И. Харламовым) и др. Автор первых двух томов «Черногорской библиографии» (1989—1993), а также многотомного «Сводного каталога старопечатных изданий шрифта».

## Награды
- Благодарность Министра культуры и массовых коммуникаций Российской Федерации (18 мая 2005 года) — за многолетний плодотворный труд и в связи с юбилейной датой со дня рождения[2].
- Государственная премия Республики Беларусь.

## Основные работы
- Немировский Е. Л., Горбачевский Б. С. Рождение книги. — М.: Советская Россия, 1957. — 232 с. — 25 000 экз.
- Джунгли книжной Америки. — М.: Госполитиздат, 1959. — 88 с. — 50 000 экз.
- Жилевич И. И., Немировский Е. Л. Электрофотография / Под ред. канд. техн. наук Е. А. Иофиса. — М.: Искусство, 1961. — 128 с. — (Библиотека фотолюбителя). — 80 000 экз.
- Возникновение книгопечатания в Москве: Иван Фёдоров. — М.: Книга, 1964. — 400 с. — 5000 экз.
- Немировский Е. Л., Горбачевский Б. С. С книгой через века и страны. — М.: Книга, 1964. — 384 с. — 22 000 экз.
- Начало славянского книгопечатания. — М., 1971. — 272 с.
- Начало книгопечатания на Украине: Иван Фёдоров. — М.: Книга, 1974. — 224 с. — 3000 экз.
- Иван Федоров в Белоруссии. М., 1979.
- Андрей Чохов (около 1545—1629) / Отв. ред. канд. техн. наук А. С. Фёдоров. — М.: Наука, 1982. — 112 с. — (Научно-биографическая серия). — 48 500 экз.
- По следам первопечатника: Памяти первопечатника Ивана Федорова в год 400-летия со дня его смерти. — М.: Современник, 1983. — 216 с.
- Иван Федоров. — М.: Наука, 1985. — 320 с. — (Научно-биографическая серия). — 50 000 экз.
- Мир книги: С древнейших времен до начала XX века. — М.: Книга, 1986. — 288 с. — 50 000 экз.
- Памятник первопечатнику Ивану Фёдорову: (Работа скульптора С. М. Волнухина). — М.: Московский рабочий, 1988. — 64, [16] с. — (Биография московского памятника). — 45 000 экз. — ISBN 5-239-00017-4.
- Иоганн Гутенберг (около 1399—1468). — М.: Наука, 1989. — 320 с. — (Научно-биографическая серия). — 5200 экз. — ISBN 5-02-012646-2.
- По следам Франциска Скорины: Документальная повесть. — Минск: Беларусь, 1990. — 272 с. — 13 000 экз. — ISBN 5-338-00770-3.
- Франциск Скорина: Жизнь и деятельность белорусского просветителя. — Минск: Мастацкая літаратура, 1990. 597 с. — ISBN 5-340-00813-4
- Немировский Е. Л., Самородов Б. П. Шедевры мирового полиграфического искусства // Шедевры и мастера. — М.: Книга, 1990. — 192 с. — 10 000 экз. — ISBN 5-212-00335-0.
- Путешествие к истокам русского книгопечатания. — М.: Просвещение, 1991. — 224 с. — 100 000 экз. — ISBN 5-09-001069-2.
- Сербские монастырские типографии XVI века / Рос. гос. б-ка. Сектор истории кн., библ. дела и библиогр. — М.: РГБ, 1995. — 184 с. — (Книга. Библиотека. Культура).
- Вукол Михайлович Ундольский. 1816—1864 / Рос. гос. б-ка, Сектор истории кн., библ. дела и библиогр.. — М.: Рос. унив. изд-во; Моск. отд-ние Рос. науч. фонда, 1996. — 280 с. — (Русские библиофилы-слависты и их собрания. Материалы для историографии славянской и древнерусской рукописной и старопечатной книжности). (см. Ундольский, Вукол Михайлович)
- Почеци штампарства у Црноj Гори (1492—1496). — Цетинье: ЦНБ Реп. Црне Горе, 1996. — 534 с. — (Пос. изд./Центр. нар. библ. Реп. Црне Горе; Кн. 29).
- Изобретение Иоганна Гутенберга. — М.: Наука, 2000. — 696 с. — 2000 экз. — ISBN 5-02-002489-2.
- Великий первопечатник: документальная повесть о Иване Федорове и о поисках и находках ученых, изучавших его жизнь и деятельность. М., 2004.
- Славянские издания кирилловского (церковнославянского) шрифта: 1491—2000. Инвентарь сохранившихся экземпляров и указатель литературы.
  - Том 1: 1491—1550. М.: Знак, 2009. 588 с.
  - Том 2. Книга 1: 1551—1592. М.: Знак, 2011. 576 с.
  - Том 2. Книга 2: 1593—1600. М.: Знак, 2012. 252 с.
- Большая книга о книге. — М.: Время, 2010. — 1088 с. — 3000 экз. — ISBN 978-5-94117-057-9.
- Иван Федоров и его эпоха: Энциклопедия. — М.: Энциклопедия, Инфра-М, 2010. — 912 с. — 1000 экз. — ISBN 978-5-94802-018-1, ISBN 978-5-16-003307-5.
- Иван Федоров. Начало книгопечатания на Руси. — М.: Пашков дом, 2010. — 344 с. — (Музей книги). — 1000 экз. — ISBN 978-5–7510–0485–9.
- Азбуки Ивана Федорова, его учеников и последователей. — М.: Снег, 2015. — 272, [32] с. — 2000 экз. — ISBN 978-5-903129-65-2.
- Список публикаций (неполный) Архивная копия от 21 июня 2013 на Wayback Machine